# Batman: Anno tre
Batman: Anno tre (Batman: Year Three) è un arco narrativo a fumetti, pubblicato dalla DC Comics sulle pagine di Batman nn. 436-439 (agosto-settembre 1989).
È stato scritto da Marv Wolfman e disegnato da Pat Broderick, con copertine realizzate da George Pérez.
Seguito di Batman: Anno uno e Batman: Anno due, la trama è incentrata sulle origini del primo Robin e sulla sua relazione con Batman. Fa inoltre la sua prima comparsa Tim Drake, che diventerà successivamente il terzo Robin.
La storia è stata pubblicata in italiano su Batman nn. 33-34 delle edizioni Glenat (gennaio-febbraio 1994) e successivamente nella collana Batman: La leggenda nn. 5-6 della Planeta DeAgostini (settembre 2008).